# Stablack (Landschaft)
Stablack (polnisch: Wzniesienia Górowskie) ist der Name einer Landschaft in Polen (Woiwodschaft Ermland-Masuren) und Russland (Kaliningrad). Gemäß der Geomorphologischen Einteilung Polens ist die Region Teil der Nizina Staropruska.

## Geographische Lage
Der Stablack mit seinem hügeligen, landschaftlich reizvollen Mischwaldgebiet erstreckt sich vom Südwesten der russischen Oblast Kaliningrad (Gebiet Königsberg (Preußen)) zwischen den Flüssen Drewenz (russisch: Drwenza, polnisch: Drwęca) und Frisching (russisch: Prochladnaja, polnisch: Świeża) bis zum Nordwesten der polnischen – der polnische Teil des Stablack heißt „Wzniesienia Górowskie“ – Woiwodschaft Ermland-Masuren zwischen dem Mittellauf der Alle (polnisch: Łyna, russisch: Lawa) und dem Unterlauf der Passarge (polnisch: Pasłęka). Hauptorte im Bereich des Stablack sind die Städte Mamonowo (Heiligenbeil), Kornewo (Zinten), Bagrationowsk (Preußisch Eylau) und Domnowo (Domnau) in Russland sowie Górowo Iławeckie (Landsberg (Ostpr.)) und Pieniężno (Mehlsack) in Polen.
Die frühere Bahnstrecke von Heiligenbeil über Zinten nach Preußisch Eylau, von der heute nur noch das letzte Teilstück für Militärverkehr betrieben wird, durchzog das Gebiet des Stablack in West-Ost-Richtung, und die Bahnstrecke von Kaliningrad (Königsberg) nach Bagrationowsk (Preußisch Eylau) (ehemalige Ostpreußische Südbahn) verläuft an seinem Ostrand.

## Ortsname
Der Name des Stablack rührt her von den überall zu findenden umherliegenden Stein- und Felsbrocken. Das alte prußische Wort „stabis“ bedeutet „Stein“, und das Wort „laucks“ bezeichnet das „Feld“, den „Acker“: Stablack = Steinacker, Steinfeld.

## Landschaftsbeschreibung
Beim Stablack handelt es sich um einen von Moränen geprägten weitläufigen Landesteil. Er ist Urgestein aus dem Tertiär, das während der Eiszeit völlig abgeschliffen wurde. Die schmelzenden Gletscher lagerten ihren Schutt in Felsritzen und auf Ebenen als Grund- und Endmoränen ab.
Die Gerölllandschaft des Stablack baut sich zur Mitte hin stufenförmig auf und erreicht im Südosten ein Niveau von 200 Metern über Meeresspiegel. Seine höchste Erhebung ist mit 216 Metern der Schlossberg (polnisch: Góra Zamkowa) bei Dzikowo Iławeckie (Wildenhoff) im Powiat Bartoszycki (Kreis Bartenstein), ehemals im Landkreis Preußisch Eylau.
Der Stablack ist zum größten Teil bewaldet. Aber es finden sich auch zahlreiche Moore und Bruchlandschaften als Reste inzwischen verlandeteer eiszeitlicher Seen. Im Geländedreieck des früher Kupgallen genannten Ortes sowie Kandyty (Kanditten) und Lelkowo (Lichtenfeld) trifft man sehr häufig auf bemerkenswerte Findlinge.

## Amtsbezirk Stablack
Der Stablack war am 7. Mai 1874 namensgebend für einen Amtsbezirk, der innerhalb des Landkreises Preußisch Eylau im Regierungsbezirk Königsberg der preußischen Provinz Ostpreußen errichtet wurde. Er bestand anfangs aus dem Gutsbezirk Preußisch Eylau, Forst (Forsthäuser Stablack und Wilhelmshöhe). Am 30. September 1928 schloss sich der Gutsbezirk Preußisch Eylau, Forst mit der Exklave Klein Dexen (russisch: Furmanowo, nicht mehr existent) des Gutsbezirks Körnen (heute polnisch) sowie den Gutsbezirken Lölken und Pilzen (heute russisch: Dubrowka) zur neuen Landgemeinde Klein Dexen (Furmanowo) zusammen. Am 14. Mai 1930 wurde der Amtsbezirk Stablack aufgelöst und die Landgemeinde Klein Dexen in den Amtsbezirk Dexen (russisch: Nagornoje) eingegliedert.
Am 1. September 1939 wurde der Amtsbezirk Stablack aus dem bisher auf die Amtsbezirke Dexen (heute russisch: Nagornoje), Eichen (heute polnisch: Dęby) und Wackern (russisch: Jelanowka, heute nicht mehr existent) verteilten Gutsbezirk Stablack neu gebildet und am 10. Juli 1940 in einen „Gemeindefreien Gutsbezirk“ umgewandelt. Als solcher bestand er bis zum Jahre 1945.

## Truppenübungsplatz Stablack
Im Sommer 1934 begann man, im östlichen Bereich des Stablack, zehn Kilometer westlich von Preußisch Eylau (heute russisch: Bagrationowsk), den Truppenübungsplatz Stablack auf einer Fläche von 10.000 Hektar anzulegen. Er war ab 1936 der zweite Truppenübungsplatz neben Arys (heute polnisch: Orzysz) in Ostpreußen. Für die nahegelegene Heeresmunitionsanstalt („MUNA“)  wurde 1937 eigens ein Güterbahnhof unweit des Personenbahnhofs Stablack an der Bahnstrecke Heiligenbeil (russisch: Mamonowo)–Preußisch Eylau (Bagrationowsk) angelegt. 
Nach 1945 fand der Truppenübungsplatz Nutzung sowohl durch sowjetisches als auch russisches Militär.

## Gartenstadt Stablack
Auf dem Gelände des Truppenübungsplatzes Stablack entstand ab Herbst 1935 auf den Flächen des Dorfes Domtau (russisch: Dolgorukowo) und der Güter Grundfeld (russisch: Tschapajewo) und Waldkeim (russisch auch: Dolgorukowo) eine Ansiedlung, wegen ihrer Häuser mit Gärten auch „Gartenstadt“ Stablack (russisch heute ebenfalls: Dolgorukowo) genannt. Die Stadt Stablack hatte 1939 bereits 2.734 Einwohner, in der Mehrheit Militärangehörige. Sie gehörte bis 1945 zum Landkreis Preußisch Eylau im Regierungsbezirk Königsberg der Provinz Ostpreußen und liegt heute im Rajon Bagrationowsk der russischen Oblast Kaliningrad.

## Stalag I A Stablack
Ab der dritten Septemberwoche des Jahres 1939 brachte man polnische Kriegsgefangene in großen Zeltlagern auf dem Gelände unter, bevor man sie zum Arbeitseinsatz auf die umliegenden Dörfer verteilte. Später errichtete die Wehrmacht hier das Stalag I A („Stammlager I A“) im Wehrkreis I als Barackenlager für Kriegsgefangene. Unmittelbar nach dem Zweiten Weltkrieg wurden hier auch viele deutsche Frauen und Männer interniert.

## Wintersport
Im Stablack hatte der Königsberger Ski-Club seine Skihütte.

## Weblink
- Schlossberg (Góra Zamkowo) (Karte), höchste Erhebung des Stablack, bei Open Street Map